# Mirostowice Górne
Mirostowice Górne – wieś w Polsce położona w województwie lubuskim, w powiecie żarskim, w gminie Żary.
W latach 1975–1998 miejscowość administracyjnie należała do województwa zielonogórskiego.

## Historia
W pobliżu istniał wczesnośredniowieczny gród plemienia Zara. Po lokacji na prawie niemieckim wieś przeszła na własność szpitala w Żarach, w 1857 uruchomiono w pobliżu kopalnię węgla brunatnego "Heinrich".
W miejscowości znajdował się przystanek kolejowy Mirostowice Górne.

## Zabytki
Do wojewódzkiego rejestru zabytków wpisane są:
- kościół filialny pod wezwaniem MB Częstochowskiej, z XIV wieku, XV wieku, XVIII wieku
- stodoła dworska – folwarczna, przy polu nr 19, murowana z kamienia i cegły, zbudowana w pierwszej połowie XIX wieku, o stropach wspartych na słupach z zastrzałami i dachem czterospadowym nakrywającym całość
- dom klasycystyczny z około 1800 roku, pl. Kościelny nr 6; parterowy z użytkowym poddaszem, murowany z cegły, nakryty czterospadowym dachem mansardowym z wystawką i lukarnami dom.